# Тейшейра, Рикардо
Рикардо Терра Тейшейра (порт. Ricardo Terra Teixeira, род. 20 июня 1947 года) — восемнадцатый президент Бразильской конфедерации футбола (с 1989 по 2012 год). В 2007 году в пятый раз был переизбран в этой должности. Его полномочия заканчивались после чемпионата мира по футболу 2014 года, президентом оргкомитета которого являлся сам Рикардо Тейшейра. После отставки в 2012 году полномочия Тейшейры в Оргкомитете перешли его преемнику.

## Биография
В 1966 году 19-летний сын банкира из штата Минас-Жерайс встретился в Рио-де-Жанейро, где обучался в местном университете на Юридическом факультете, с Люсией Авеланж, дочерью Жуана Авеланжа, который к тому моменту уже был членом Международного олимпийского комитета. Молодые люди вскоре сыграли свадьбу, а их первенцу, родившемуся в 1974 году, дали двойную фамилию и имя в честь отца — Рикардо Тейшейра Авеланж. Имея столь влиятельного тестя, старший Тейшейра довольно быстро продвигался по карьерной лестнице в Конфедерации футбола Бразилии, хотя и немаловажную роль в этом сыграло хорошее юридическое образование. В 1997 году Рикардо и Люсия разошлись, а в 2003 году Тейшейра женился во второй раз..
В конце 1980-х годов в руководстве КБФ был тяжелейший кризис — из-за постоянных споров между федерациями футбола штатов и клубами срывались национальные клубные соревнования, с целью получения большей прибыли из КБФ выделилась группа самых сильнейших клубов, организовавших Клуб Тринадцати, существовали серьёзные финансовые трудности, в том числе и для подготовки сборной к чемпионату мира 1990 года. Многочисленные связи Тейшейры позволили сгладить многие углы в самых острых проблемах, которые существовали в бразильском футболе, даже несмотря на серию скандалов, которые сопутствовали правлению Тейшейры на посту президента КБФ (в частности, о том, что Тейшейра занимается коррупцией, заявлял Пеле). 12 марта 2012 года Тейшейра, до истечения срока своих полномочий, подал в отставку. Основная причина — это очередной коррупционный скандал, связанный с присвоением средств от товарищеского матча сборной Бразилии с Португалией и заведённое на чиновника уголовное дело.

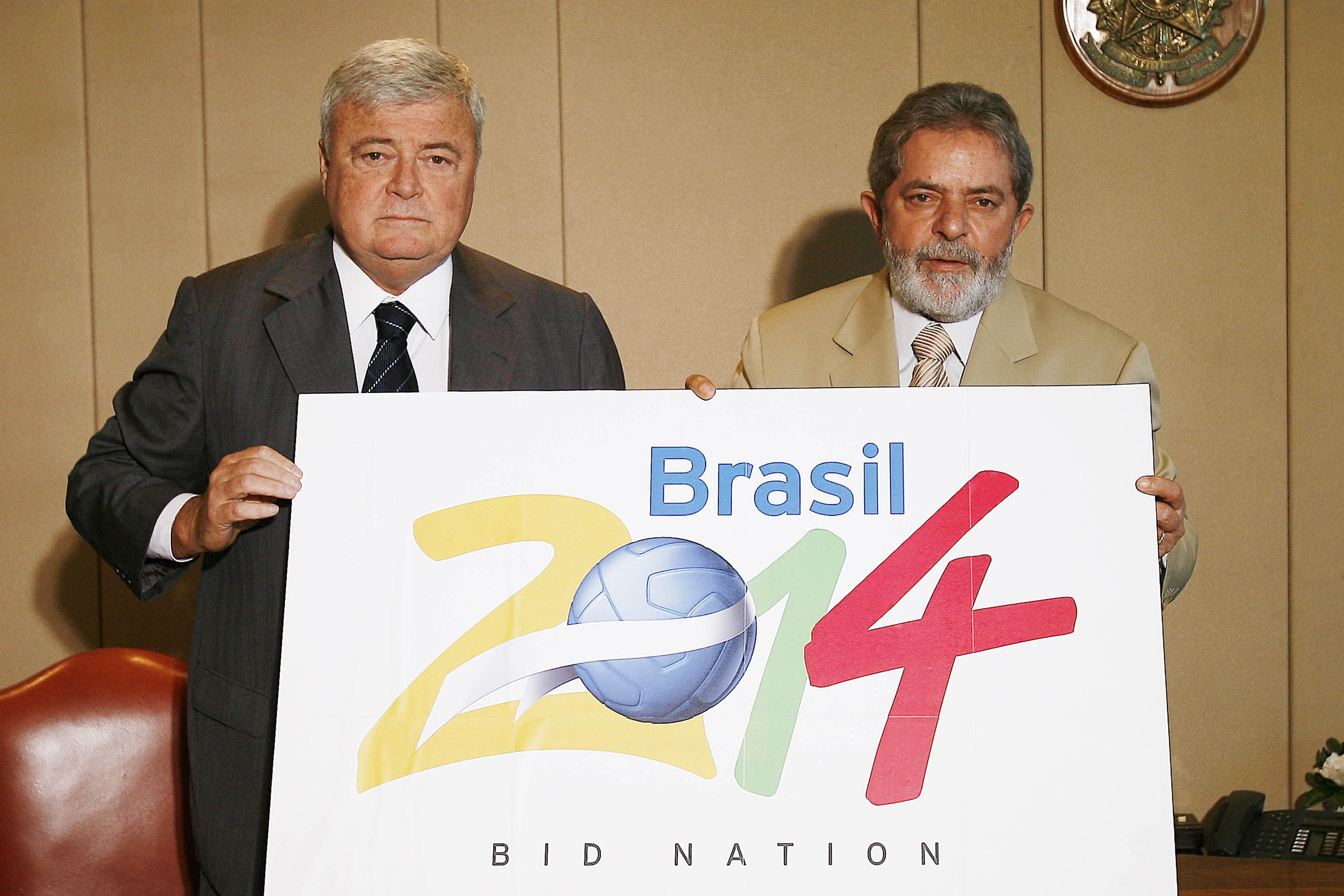
Рикардо Тейшейра и президент Бразилии Лула выступают в поддержку ЧМ-2014 в Бразилии. 13 апреля 2007 года.

Об успехах руководства Тейшейры говорят достижения национальной команды — впервые за 24 года «Селесао» сумела стать в 1994 году чемпионом мира, затем команда играла в финале первенства мира 1998 года, а в 2002 году завоевала свой пятый чемпионский титул. Начиная с 1989 года, сборная Бразилии первенствовала на 5 из 9 розыгрышей Кубка Америки, причём до этого бразильцем лишь трижды удавалось побеждать в чемпионатах Южной Америки (в 1919, 1922 и 1949 годах). Бразильские сборные всех уровней во время президентства Тейшейры выиграли 11 турниров мирового уровня и 27 — континентального. По его инициативе был возрождён Кубок Бразилии, в котором небольшим командам даётся шанс побороться за победу в крупном общенациональном турнире. С другой стороны, критики Тейшейры указывают на то, что при его правлении усилился отток молодых бразильских талантов по всему миру, в первую очередь, в Европу, а коррупция в бразильском футболе только усилилась.
Рикардо Тейшейра является болельщиком футбольной команды «Фламенго».